# Cantó de Celles-sur-Belle
El cantó de Celles-sur-Belle és un cantó francès del departament de Deux-Sèvres, situat al districte de Niort. Té 9 municipis i el cap és Celles-sur-Belle.

## Municipis
- Aigonnay
- Beaussais-Vitré
- Celles-sur-Belle
- Fressines
- Mougon
- Prailles
- Sainte-Blandine
- Saint-Médard
- Thorigné

## Història
| Data d'elecció                           | Identitat      | Partit        | Qualitat |
| ---------------------------------------- | -------------- | ------------- | -------- |
| 1945-1961                                | M. Moreau      | Divers gauche |          |
| 1961-1973                                | M. Bonneau     | rad.          |          |
| 1973-1979                                | Marcel Moreau  | PS            |          |
| 1979-1998                                | Pierre Billard | UDF           |          |
| 1998-                                    | Éric Gautier   | PS            |          |
| les dades anteriors no són pas conegudes |                |               |          |
|                                          |                |               |          |

## Demografia
| A partir de 1990: Població sense dobles comptes |